# 特伦斯·帕金
特伦斯·帕金（英語：Terence Parkin，1980年4月12日—），南非男子游泳运动员。他曾代表南非参加2000年和2004年夏季奥林匹克运动会游泳比赛，其中2000年奥运会获得一枚银牌。